# Cipancar (Sumedang Selatan)
Cipancar is een bestuurslaag in het regentschap Sumedang van de provincie West-Java, Indonesië. Cipancar telt 2766 inwoners (volkstelling 2010).